# Torneo de las Cinco Naciones 1926
El Torneo de las Cinco Naciones de 1926 (Five Nations Championship 1926) fue la 39° edición del principal Torneo de rugby del Hemisferio Norte.
El campeonato fue compartido entre la selección de Escocia y la de Irlanda.

## Clasificación
| Lugar | Selección  | Partidos | Partidos | Partidos  | Partidos | Puntos  | Puntos    | Puntos | Tabla de puntos |
| Lugar | Selección  | Jugados  | Ganados  | Empatados | Perdidos | A favor | En contra | dif.   | Tabla de puntos |
| ----- | ---------- | -------- | -------- | --------- | -------- | ------- | --------- | ------ | --------------- |
| 1     | Escocia    | 4        | 3        | 0         | 1        | 45      | 23        | +22    | 6               |
| 1     | Irlanda    | 4        | 3        | 0         | 1        | 41      | 26        | +15    | 6               |
| 3     | Inglaterra | 4        | 2        | 1         | 1        | 26      | 24        | +2     | 5               |
| 4     | Gales      | 4        | 1        | 1         | 2        | 38      | 39        | -1     | 3               |
| 5     | Francia    | 4        | 0        | 0         | 4        | 11      | 49        | -38    | 0               |

## Resultados
| 3 de enero | Francia | 6 - 20 | Escocia | París, |  |

| 16 de enero | Gales | 3 - 3 | Inglaterra | Cardiff, |  |

| 23 de enero | Irlanda | 11 - 0 | Francia | Belfast, |  |

| 6 de febrero | Escocia | 8 - 5 | Gales | Edimburgo, |  |

| 13 de febrero | Irlanda | 19 - 15 | Inglaterra | Dublín, |  |

| 27 de febrero | Inglaterra | 11 - 0 | Francia | Londres, |  |

| 27 de febrero | Escocia | 0 - 3 | Irlanda | Edimburgo, |  |

| 13 de marzo | Gales | 11 - 8 | Irlanda | Swansea, |  |

| 20 de marzo | Inglaterra | 9 - 17 | Escocia | Londres, |  |

| 2 de abril | Francia | 5 - 7 | Gales | París, |  |

## Premios especiales
- Copa Calcuta:  Escocia